# El Puente de los Suspiros (película de 1921)
El Puente de los Suspiros es una película de 1921 dirigida por Domenico Gaido, en la que interviene el actor español Bonaventura Ibáñez.

## Argumento
En pleno siglo XVI, Rolando Candiano, hijo del Dogo de Venecia, es arrestado justo antes de la boda por la traición de dos amigos, el Cardenal Bembo y Altieri, miembro del Consejo de los Diez. Pero el joven logra escapar saltando a la laguna desde el Puente de los Suspiros en compañía del bandido Scalabrino. Mientras tanto, su padre es condenado a la ceguera. Rolando, con la ayuda de Scalabrino y otros fieles seguidores, podrá vengarse y casarse con la bella Leonora, hija del patricio Dandolo. Foscari, el Dogo usurpador, será condenado a la misma tortura infligida al viejo Candiano, pero él, en un impulso de generosidad, detendrá la mano del verdugo.
La película está dividida en cuatro episodios:
- La boca del león, 65 min
- La potencia del mal, 68 min
- El dios de la venganza, 78 min
- El triunfo del amor, 77 min